# Worthing F.C.
Worthing FC là một câu lạc bộ bóng đá có trụ sở tại Worthing, Tây Sussex, Anh. Đội bóng hiện thi đấu tại National League South và có sân nhà ở Woodside Road.

## Danh hiệu

### Liên đoàn
- Isthmian League Premier Division - Vô địch - 2021-22
- Isthmian League Div 1 – Vô địch – 1982–83
- Isthmian League Div 1S – Đội thắng trận Play-off – 2015–16
- Isthmian League Div 2 – Vô địch – 1981–82, 1992–93
- Sussex County League – Vô địch– 1920–21, 1921–22, 1926–27, 1928–29, 1930–31, 1933–34, 1938–39, 1939–40

### Cúp
- Sussex Senior Challenge Cup
  - Vô địch (21): 1892–93, 1903–04, 1907–08, 1913–14, 1919–20, 1922–23, 1926–27, 1928–29, 1934–35, 1939–40, 1944–45, 1945–46, 1946–47, 1951–52, 1956–57, 1958–59, 1960–61, 1974–75, 1976–77, 1977–78, 1998–99
- The Sussex Royal Ulster Rifles Charity Cup[1]
  - Vô địch (14): 1903–04, 1906–07, 1907–08, 1909–10, 1913–14, 1920–21, 1926–27, 1933–34 (đồng vô địch với Horsham), 1939–40, 1941–42, 1944–45, 1948–49 (đồng vô địch với Horsham),  1952–53, 1953–54
  - Á quân (8): 1898–99, 1928–29, 1929–30, 1930–31, 1931–32, 1935–36, 1938–39, 1942–43

## Thống kê
- Thành tích tốt nhất tại hạng đấu: Xếp thứ 1 tại Isthmian League Premier Division, mùa giải 2021–22
- Thành tích tốt nhất tại FA Cup: Vòng hai mùa giải 1982–83
- Thành tích tốt nhất tại FA Youth Cup: Vòng ba mùa giải 2015–16
- Thành tích tốt nhất tại FA Amateur Cup: Tứ kết mùa giải 1907–08
- Thành tích tốt nhất tại FA Trophy: Vòng bốn mùa giải 2003–04
- Thành tích tốt nhất tại FA Vase: Vòng năm mùa giải 1978–79
- Kỷ lục khán giả đến sân: 3,600 người trong trận đấu với Wimbledon, FA Cup, 14 tháng 11 năm 1936[2]
- Chiến thắng đậm nhất: 25–0 trước Littlehampton, Sussex League, mùa giải 1911–12[2]
- Thất bại đậm nhất: 0–14 trước Southwick, Sussex County League, mùa giải 1946–47[2]
- Cầu thủ ra sân nhiều nhất: Mark Knee, 414 lần[2]
- Cầu thủ ghi bàn nhiều nhất: Mick Edmonds, 276 bàn[2]
- Kỷ lục khán giả tham dự giải trẻ: 1,154 người trong trận đấu với  Middlesbrough, vòng ba FA Youth Cup mùa giải 2015–16
- Kỷ lục chuyển nhượng: Nko Ekoku từ Leatherhead (2003)